# Arvid Gustafsson (Stenbock)
Arvid Gustafsson (Stenbock) född 9 augusti 1541, död tidigast 1609, var en svensk militär. Han var son till riksmarsken Gustaf Olofsson (Stenbock) och modern Brita Eriksdotter (Leijonhufvud) och även bror till drottning Katarina Stenbock.

## Biografi
Arvid Gustafsson föddes 1541. Han var son till riksmarsken Gustaf Olofsson (Stenbock) och Brita Eriksdotter (Leijonhufvud). Han förde Västmanlands vapen vid konung Gustav Vasas begravning 1560. Han fängslades 20 februari 1563 i Köpenhamn på en genomresa till Tyskland och hölls fången på Kallundsborg och Kallö. Han utlöstes vid tronskiftet i Sverige 16 december 1568 mot Gregers Truidsen Ulfstand. Han blev 22 april 1569 legat till Polen och fick 14 februari 1570 fullmakt att föra befäl över skeppsflottan i Kalmar till försvar av Öland. Han blev 1570 hövitsman på skeppet Hvalen och var även från 26 juni samma år ställföreträdare åt amiral Klas Fleming. Han blev 1571 hovjunkare och blev 28 augusti 1573 krigskommissarie i Estland. Under en fest 27 september 1573 på Åbo slott drog fältmarsken Ivar Månsson (Stiernkors) kniv och blev ihjälstucken av Arvid Gustavsson. Därefter hölls han fängslad en längre tid. Han blev hovråd och kommissarie 1576. Han fick 2 mars 1578 fullmakt på överstebefallningen över Vadstena slott och Vadstena stad. Fick även förnyad fullmakt 6 februari 1578 och 5 mars samma år.
Arvid Gustafsson blev 1580 riddare och fick 15 april 1580 fullmakt att vara överstebefallningen över Aska härad, Dals härad, Lysings härad, Göstrings härad, Vifolka härad, Bobergs härad, Sundbo härad, Kind härad och Ydre härad i Östergötland, Kåkind och Fågelås gäll i Västergötland, Tveta härad, Mo härad, Norra Vedbo härad och Södra Vedbo härad i Småland. Han deltog i riksdagen 1582 i Stockholm och fick 6 maj 1582 brev på sakörespenningar i Vadstena län. Arvid Gustafsson fick 24 mars 1584 förläning på häradhövdingeräntan i Göstrings härad. Han fick 18 juni 1589 i uppdrag att ombestyra trupptransporten från Uppland, Norrland och Östergötland och deltog i riksdagen 1590 i Stockholm. Stenbock skrev under 7 mars 1590 ständernas förnyelse och förklaring av arvföreningen och deltog 1593 i Uppsala möte. Han fick 8 maj 1594 i uppdrag av kung Sigismund att förhandla med undersåtarna i Östergötland och förordnades samma år av kungen till ståthållare över Östergötland.
Efter riksdagen 1596 av hertig Carl, förklara förlustig av sina ämbeten. Han lämnade Sverige samma år och begav sig till konung Sigismund i Polen. Jämte Erik Brahe legat från konungen till hertig Carl och svenska rådet 6 augusti 1596. Han återvände till Polen i februari 1597. Han följde konungen till Sverige 1598. Erhöll på öppet brev på förläningarna, underhåll och domarräntan 11 oktober 1598. Stenbock lämnade Sverige och bosatte sig i Danzig, Polen i oktober 1598. Hans förläningar och arvegods vederkändes 7 februari 1599 under kronan på hertig Carls befallning. Han fick kung Sigismunds fösäkran på vederlag för de förlorade godsen 14 november 1600. Arvid Gustafsson levde ännu 1607 och begravdes i Mariakyrkan i Danzig.
Arvid Gustafsson blev 1576 befallningsman på Vadstena slott och över Vadstena stad. År 1577 blev han befallningsman över Vadstena län. Arvid Gustafsson blev riksråd. År 1597 blev han generalståthållare på Reval och Estland.
Arvid fängslades för dråp och fick gälda sitt verk med en stor mansbot till den dräptes söner.

### Egendom
Arvid Gustafsson ägde Torpa stenhus i Länghems socken, Toftaholm i Dörarps socken, Grolanda i Grolanda socken, Boxholms säteri i Ekeby socken och Malma i Malma socken. Han fick 5 juli 1571 några gods i Småland som förläning och fick 1572 förläning på Brånäs gård jämte Furingstads socken, Dagsbergs socken och Konungsunds socken i Östergötland. Han fick 1578 förläning på Yllestads gäll i Västergötland, som återkallades 1589. Han fick 1580 förläning på Lägerbobyggden i Småland, som återkallades 1589. Den 8 juli 1581 fick han halva Rinna socken i förläning. Stenbock fick 27 mars 1584 en donation på fem gårdar i Ekeby socken, bland annat Boxholm. År 1593 fick han förläninge på Säby socken i Småland, som åkterkallades 4 januari 1598 och  Rinna socken, som återkallades 11 juni 1595. Fick 30 maj 1595 donation på några gårdar.
Boxholm i Östergötlands län är en bruksort som är uppkallad efter Arvid Gustafsson, som anlade Boxholms säteri där under 1500-talet.

### Familj
Arvid Gustafsson gifte sig 25 november 1582 i Stockholm med Carin Månsdotter (Liljeörn) (död 1604), då drottning Catharina gjorde bröllopet. Hon var dotter till Måns Ivarsson (Liljeörn) till Edeby och Anna (Av Bjelkenstjernesläkten).